# فأر الخلد الشائع
فأر الخلد الشائع أو فأر الخلد الإفريقي أو فأر الخلد الهوتنتوت (الهوتنتوت، أحد شعوب إفريقيا) (الاسم العلمي: Cryptomys hottentotus))، نوع من القوارض وتنتمي إلى فصيلة العرميات. أعطانها في أفريقيا الجنوبية، خاصة في مقاطعة ويسترن كيب بجنوب إفريقيا. كما توجد في ليسوتو وملاوي وموزمبيق وسوازيلاند وتنزانيا وزامبيا وزيمبابوي.